# Icarus (luchador)
Icarus (26 de julio de 1982) es un luchador profesional, que es parte de la promoción de lucha libre profesional Chikara, donde fue Campeón de Parejas y ganador de King of Trios. También ha luchado para Combat Zone Wrestling, Dragon Gate USA, Evolve Wrestling, Independiente Wrestling Association Mid-South y Pro Wrestling Guerrilla.

## En lucha
- Movimientos finales
  - Blu–Ray (Running Death Valley driver into the turnbuckles)[3][4][6]
  - Burning Wings (Neck scissors)[7] – 2005–2006
  - Shiranui,[1][3][4] sometimes from second rope
  - Wings of Icarus (Double underhook facebuster, sometimes swinging from the corner)[1][3][4][8]

- Movimientos de firma
  - Dropkick[1]
  - Leapfrog body guillotine[4]
  - Pumphandle sitout side powerslam[9]
  - Slingshot into a senton[4]
  - Spear
  - Split-legged moonsault[1]

- Apodos
  - "Evil Zombie Fresh from the Grave"[10]
  - "Winged Ring Warrior"[2]

## Campeonatos y logros
- Chikara

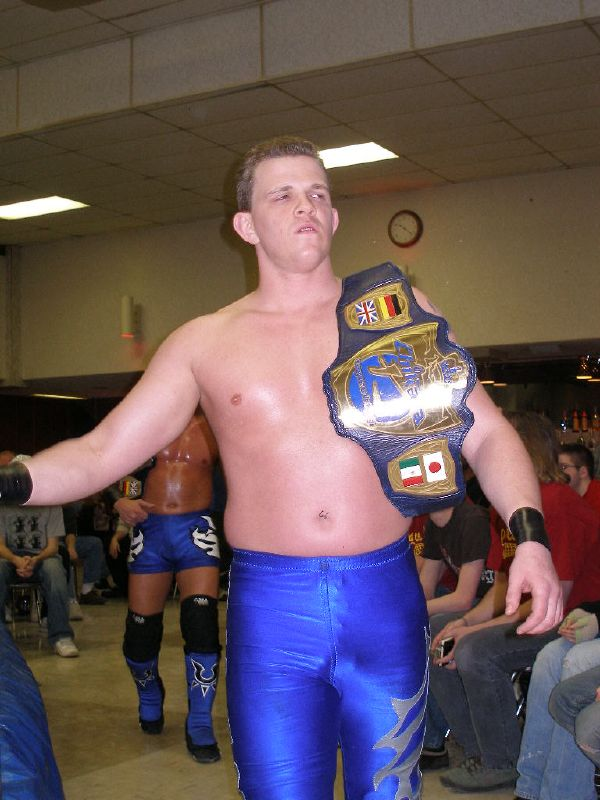
Icarus como mitad de los Campeones de Parejas de Chikara.

  - Campeonatos de Parejas (1 vez) – con Gran Akuma[11]
  - King of Trios (2009) – con Chuck Taylor and Gran Akuma
  - Torneo Cibernetico (2006)
  - #1 Contendership Tag Team Tournament (2006) – con Gran Akuma

- Pro Wrestling Entertainment
  - PWE Tag Team Championship (2 veces) – con Gran Akuma[12]
  - PWE Tag Team Championship Tournament (2005) – con Gran Akuma[13]

- Pro Wrestling Illustrated
  - Situado en el #220 de los PWI 500 en 2010[14]

### Lucha de Apuesta record
| Apuesta | Ganador                  | Perdedor                | Ubicación                | Fecha                   | Notas                              |
| ------- | ------------------------ | ----------------------- | ------------------------ | ----------------------- | ---------------------------------- |
| Mask    | Blind Rage               | Ichabod Slayne          | Allentown, Pennsylvania  | 07 de diciembre de 2002 | Mask vs. Hair match.               |
| Hair    | Jigsaw                   | Icarus                  | Hellertown, Pennsylvania | 22 de julio de 2006     | Hair vs. Mask match.               |
| Hair    | Fire Ant and Soldier Ant | Icarus and Chuck Taylor | Filadelfia (Pensilvania) | 24 de mayo de 2009      | Double Hair vs. Double Mask match. |